# Merv Griffin
Mervyn Edward „Merv” Griffin, Jr. (ur. 6 lipca 1925 w San Mateo w stanie Kalifornia, zm. 12 sierpnia 2007 w Los Angeles) – amerykański aktor, piosenkarz, pianista, impresario, osobowość telewizyjna, milioner.
Debiutował jako piosenkarz w programie „The Merv Griffin Show”. Szybko zyskał popularność i zaczął zarabiać ogromne sumy pieniędzy. Współpracował z zespołem Freddy'ego Martina. Wystąpił między innymi w takich produkcjach jak W świetle księżyca z Doris Day i Gordonem MacRae, oraz w 1953 r., w So This is Love z Kathryn Grayson. Był przyjacielem późniejszego prezydenta USA – Ronalda Reagana.
W latach 60. XX wieku był pomysłodawcą quizu „Va banque!”, który pojawił się na ekranach amerykańskich telewizorów po raz pierwszy w 1964 r., przynosząc twórcom 45 nagród Emmy. Kolejnym przebojowym pomysłem Griffina był teleturniej „Koło Fortuny”, nadawany w latach 70. XX wieku. Oba programy biły rekordy popularności w USA, a prawa do nich Griffin sprzedał za 250 mln dolarów Coca-Cola w 1986 r., zastrzegając sobie udział w zyskach.  W 1989 roku Coca-Cola sprzedała Merv Griffin Enterprises i resztę Columbia Pictures Television firmie Sony.